# ОШ „Вук Караџић” Прибој
ОШ „Вук Караџић” Прибој је једна од основних школа на територији општине Прибој, основана је 1957. године.

## Историјат
По оснивању прве три године рада протекле су у ненаменским објектима, а школске 1960/1961. године почела је са радом у новој згради. Седамдесетих година школа је радила у три смене. Због константног повећања броја ученика, дограђен је још један део зграде 1974. године. Наставља се пораст броја ученика и школске 1987/1988. године ово је једна од највећих школа у Србији са преко 2500 ученика. Стога, јуна 1988. године Скупштина општине Прибој доноси одлуку о подели ОШ „Вук Караџић” и оснивању Треће основне школе, која од 1993. године носи име песникиње Десанке Максимовић. Тако наредне године школа броји око 1800 ученика.
Данас наставу у школи похађа око 600 ученика.